# Legió del Mèrit
La Legió del Mèrit (anglès: Legion of Merit) és una condecoració militar dels Estats Units, creada per Franklin D. Roosevelt el 20 de juliol de 1942, i atorgada als membres de les Forces Armades americanes i de les nacions aliades per la seva tasca meritòria en servei als Estats Units. És l'única condecoració americana amb graduacions, i, per un altre costat, és una de les dues condecoracions de coll americanes (l'altre és la Medalla d'Honor).
Se situa en el 6è lloc en l'ordre de precedència de les condecoracions militars nord-americanes, situant-se entre la Medalla del Servei Superior de Defensa i la Creu dels Vols Distingits.
Està dividida en els següents rangs:
- Cap Comandant de la Legió del Mèrit: Atorgada a Caps d'Estat o caps de govern.
- Comandant de la Legió del Mèrit: Atorgada a equivalents estrangers del Cap d'Estat Major dels E.U.A., o el rang inferior al Cap d'Estat.
- Oficial de la Legió d'Honor: Atorgada a Generals o Almiralls, altes autoritats civils, etc.
- Legionari de la Legió d'Honor: La resta.

Els graus i el disseny de la condecoració estan clarament inspirats en la Legió d'Honor francesa.

## Història
Si bé les propostes per a la creació d'una Medalla al Servei Meritori es van iniciar al setembre de 1937, no es va fer res per a la seva aprovació. El 24 de desembre de 1941 se sol·licità formalment la creació d'aquesta distinció, i el 5 de gener de 1942 van començar a arribar els primers dissenys. El 3 d'abril de 1942 s'aprovava el disseny recomanat i es disposava que el disseny de la Legió del Merit (ja s'havia adoptat aquest nom) estigués preparat un cop que s'aprovés la llei corresponent. Aquesta va ser la Llei Pública 671 del 20 de juliol de 1942 mitjançant una acta del Congrés, i va ser anunciada pel Butlletí del Departament de la Guerra Nº.40 del 5 d'agost de 1942, i l'Ordre Executiva 9260 del 29 d'octubre de 1942 establí el reglament de la Legió del Mèrit, on es requeria l'aprovació presidencial per a la seva concessió. No obstant això, el 1943 i a petició del General Marshall s'aprovà l'autorització del personal militar per a la seva concessió, si bé l'Ordre Executiva 10600 del 15 de març de 1955 del President Eisenhower revisà l'autorització per a la seva aprovació.

## Receptors Notables
- Cap Comandant : 
  - General Sir Kenneth A.N. Anderson, KCB, MC (primer receptor) (Regne Unit)
  - General Hilmi Özkök, ex-Comandant en Cap de les Forces Armades (Turquia)
  - General Mehmet Yaşar Büyükanıt, Comandant en Cap de les Forces Armades (Turquia)
  - Generalíssim Chiang Kai-shek (Xina)
  - Mariscal de la Unió Soviètica Gueorgui Júkov
  - El Rei Miquel I de Romania
  - Mariscal de Camp Kodandera Madappa Cariappa (Índia)
  - General Dragoljub Mihailovich (Iugoslàvia)
  - Almirall Sir Victor Crutchley VC, comandant de la Marina Australiana durant la II Guerra Mundial (Regne Unit)
  - General Sir Peter de la Billière KCB, KBE, DSO, MC & barra, comandant de les forces britàniques durant la Guerra del Golf (Regne Unit)

## Disseny
És una estrella de 5 puntes d'esmalt blanc, amb rivet vermell, sobre una corona de llorer d'esmalt verd. Les puntes de la creu marquen una V i hi ha una perla daurada a cada punta. Al centre hi ha un medalló d'esmalt blau encerclat en or amb 13 estels blancs (segons el disseny que apareix a l'escut dels Estats Units). Entre els braços de la creu hi ha dues fletxes en or creuades. Al revers apareix la inscripció "UNITED STATES OF AMERICA ".
- Cap Comandant de la Legió del Mèrit: És una estrella que penja a l'esquerra del pit.
- Comandant de la Legió del Mèrit: La insígnia penja del coll.
- Oficial de la Legió d'Honor: Penja d'un galó a l'esquerra del pit. Sobre el galó hi ha una rèplica de la insígnia.
- Legionari de la Legió d'Honor: Penja d'un galó a l'esquerra del pit.

Penja d'un galó de 35mm d'ample morat amb una franja blanca de 2mm als costats.
| Cap Comandant | Comandant | Oficial | Legionari |
| ------------- | --------- | ------- | --------- |
| Cap Comandant | Comandant | Oficial | Legionari |
| Galó          |           |         |           |
| Cap Comandant | Comandant | Oficial | Legionari |

Les condecoracions següents s'indiquen mitjançant fulles de roure a l'Exèrcit i a la Força Aèria i mitjançant estrelles a l'Armada, els Guardacostes i els Marines. Igual que a l'Estrella de Bronze Una V sobre el galó indica la concessió com a resultat d'una acció d'heroisme en combat o valor.